# اکتاویو دیاس
اکتاویو دیاس (اسپانیایی: Octavio Díaz‎؛ ۷ اکتبر ۱۹۰۰ – ۱۱ نوامبر ۱۹۷۳) بازیکن فوتبال اهل آرژانتین بود. 

## تیم ملی
وی در تیم ملی فوتبال آرژانتین نیز بازی کرده است.